# РФУ Чемпионшип
РФУ Чемпионшип (енгл. RFU Championchip) је други ранг рагби јунион такмичења у Енглеској.

## О лиги
РФУ Чемпионшип ( друга лига од 12 колико их има у Енглеској ) је професионална лига, рагбисти у овој лиги просечно зарађују око 2 250 евра месечно. 12 тимова игра 11 утакмица на свом терену и 11 на страни у лигашком делу првенства, а онда следи плеј оф. Првопласирани игра против четвртог, а други против трећег на табели полуфинале. После двомеча, две најбоље екипе играју два меча у финалу и ко буде бољи обезбедио је пласман у Премијершип. Просечна посећеност на утакмицама је око 2 000 гледалаца.
Екипе за сезону 2015-2016
Бедфорд Блуз
Бристол
Корниш Пирати
Донкастер Најтс
Илинг
Џерзи
Лондон Шкотиш
Лондон Велш
Мозли
Нотингем
Ротерам
Јоркшир